# Soldatenhandel

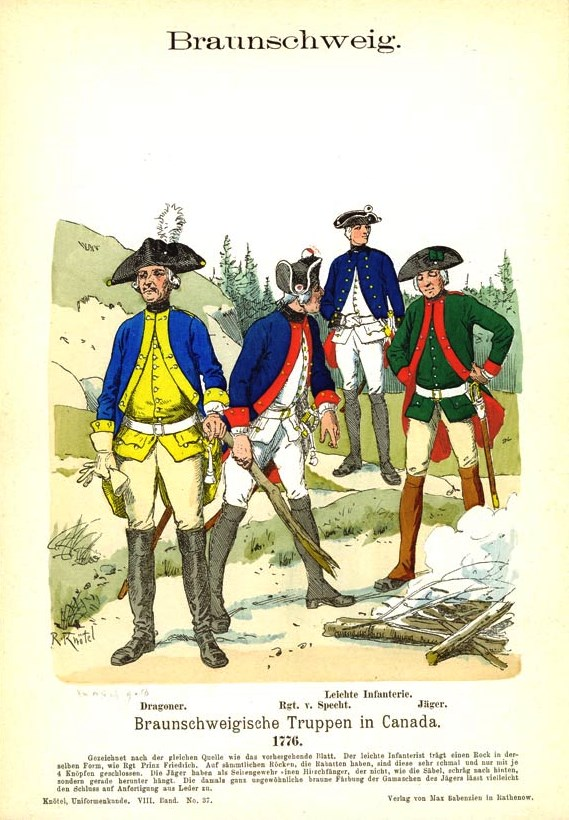
Braunschweiger Truppen in britischem Sold im Amerikanischen Unabhängigkeitskrieg

Soldatenhandel war das Vermieten von militärischen Kontingenten an fremde Staaten.

## Verfahren
Vor allem Fürsten der ehemaligen Kleinstaaten des Heiligen Römischen Reiches Deutscher Nation betrieben den Soldatenhandel. Zum Teil, um Bündnisverpflichtungen nachzukommen, zum Teil, um Einnahmen zu erzielen. Dazu wurden ursprünglich Soldaten angeworben, ausgebildet und ausgerüstet und die aus ihnen gebildeten militärischen Einheiten an befreundete Mächte vermietet. Im späteren 18. Jahrhundert wurden neben den angeworbenen Soldaten auch Wehrpflichtige eingesetzt. Dieses Verfahren erzielte hohe Gewinne. Einer der größten „Militärunternehmer“ dieser Art war der Landgraf von Hessen-Kassel. Dessen Verwandter der Soldatenlandgraf Ludwig IX. von Hessen-Darmstadt beteiligte sich hingegen überhaupt nicht am Soldatenhandel.

## Geschichte
Den Soldatenhandel begann Christoph Bernhard von Galen, Bischof von Münster, 1665; ihm folgte Johann Georg III. von Sachsen, der 1685 für 120.000 Taler 3.000 Mann an Venedig zum Krieg auf dem griechischen Peloponnes vermietete. Diesem Beispiel folgte Landgraf Karl von Hessen-Kassel 1687, der damit die Tradition seines Hauses für Geschäfte dieser Art begründete.
Den größten Umfang nahm der Soldatenhandel während des Amerikanischen Unabhängigkeitskriegs an: etwa 30.000 Mann wurden dazu aus Deutschland (vor allem aus Hessen-Kassel, Nassau, Waldeck, Ansbach-Bayreuth, Braunschweig und Anhalt-Zerbst) für Großbritannien gestellt, das dafür den Fürsten dieser Staaten etwa 8 Millionen Pfund Sterling zahlte. Ein größeres Kontingent davon entstammt dem Soldatenhandel unter Landgraf Friedrich II. von Hessen-Kassel. Landgraf Wilhelm VIII. von Hessen vermietete während des Österreichischen Erbfolgekriegs Truppen sowohl an England als auch an Kaiser Karl VII., also an beide Kriegsgegner. Er vermietete dazu nahezu 17.000 Soldaten für 1,254 Millionen Pfund Sterling. Die vermieteten Soldaten wurden oft unter ihnen ungewohnten geographischen und klimatischen Bedingungen eingesetzt.

## Bewertung

Englische Karikatur eines hessischen Grenadiers

Der Soldatenhandel war bis ins 18. Jahrhundert allgemein akzeptierte Praxis. Er traf dann aber in der Aufklärung auf Widerspruch; u. a. thematisierte ihn Christian Friedrich Daniel Schubart in seiner Zeitschrift Teutsche Chronik (ab 1774) und Friedrich Schiller in seinem Drama Kabale und Liebe (1784). Als Betroffener schilderte der Schriftsteller Johann Gottfried Seume seine Erlebnisse in der 1813 erschienenen Autobiographie Mein Leben. Das Phänomen wurde in Deutschland im 19. Jahrhundert als Versagen der Kleinstaaten und Argument für die nationale Einheit rezipiert, etwa durch Friedrich Kapp. In Großbritannien dagegen stand bei dessen Ablehnung der unzivilisierte Ausländer, das abzulehnende „Fremde“, im Mittelpunkt der Diskussion.